# Apiogaster xanthomelas
Apiogaster xanthomelas är en skalbaggsart som beskrevs av Jordan 1906. Apiogaster xanthomelas ingår i släktet Apiogaster och familjen långhorningar.
Artens utbredningsområde är:
- Kenya.
- Moçambique.
- Zimbabwe.

Inga underarter finns listade i Catalogue of Life.